# Lemurowate
Lemurowate (Lemuridae) – rodzina ssaków naczelnych z podrzędu lemurowych (Strepsirrhini) w rzędzie naczelnych (Primates), występujące na Madagaskarze i Komorach. Wszystkie sklasyfikowane w niej gatunki objęte są konwencją CITES.

## Systematyka
Do rodziny lemurowatych należą następujące występujące współcześnie rodzaje:
- Hapalemur I. Geoffroy Saint-Hilaire, 1851 – maki
- Prolemur J.E. Gray, 1871 – prolemur – jedynym przedstawicielem jest Prolemur simus J.E. Gray, 1871 – prolemur szerokonosy
- Lemur Linnaeus, 1758 – lemur – jedynym przedstawicielem jest Lemur catta Linnaeus, 1758 – lemur katta
- Eulemur Simons & Rumpler, 1988 – lemuria
- Varecia J.E. Gray, 1863 – wari

Opisano również rodzaj wymarły:
- Pachylemur Lamberton, 1948

## Charakterystyka
Lemury to drobne (od kilkunastu centymetrów) ssaki z długim ogonem i długimi kończynami (przy czym kończyny tylne są dłuższe od przednich). Mają puszyste, miękkie futro, często kontrastowo ubarwione. Część twarzowa głowy jest zwykle wydłużona; uszy małe i zaostrzone; oczy duże, osadzone blisko siebie, skierowane do przodu, z kostnym dnem oczodołu. Dłonie i stopy chwytne z przeciwstawnymi palcami. Wszystkie gatunki mają 36 zębów i wyspecjalizowany układ zębów w żuchwie w postaci grzebienia zębowego. Długie, wąskie siekacze i kły wystają prawie prosto ze szczęki i uważa się, że pomagają w pielęgnacji. Pierwsze dolne zęby przedtrzonowe mają kształt kłów, cztery przedtrzonowce z każdej strony szczęki, górna warga podzielona, wilgotna, sztywny fałd w dolnej stronie języka (podjęzyk). Żywią się w zależności od gatunku – roślinnością lub owadami. Większość prowadzi nocny tryb życia. Żyją gromadnie. Prowadzą nadrzewny tryb życia, oprócz lemura katta.